# Beilicat de Tanrıbermiş
El beilicat de Tanrıbermiş fou un petit i efímer beilicat de l'oest d'Anatòlia (actual Turquia) durant la darrera part del segle xi.
Després de la batalla de Mantziciert in 1071, les tribus oghuz (turcmans) liderades per guerrers ghazi van començar a assentar-se a Anatòlia, zona fins llavors controlada pels romans d'Orient. Un ghazi de nom Tanrıbermiş fou un d'ells. A principis del 1074, va fundar un petit beilicat de l'oest d'Anatòlia. El seu reialme incloïa Filadelfia (moderna Alaşehir) i Efes. Tanmateix, durant la Primera Croada en 1098, el seu territori va ser recuperat per les forces de l'emperador romà d'Orient Aleix I Comnè. Els tucs no van ser capaços de penetrar fins a Anatòlia occidental durant prop de dos segles, fins als aidínides. Fins i tot després d'això, Filadelfia no fou presa pels turcs fins al 1390.